# العريف (يافع)

تعديل مصدري - تعديل

العريف هي إحدى قرى عزلة لبعوس بمديرية يافع التابعة لمحافظة لحج، بلغ تعداد سكانها 195 نسمة حسب تعداد اليمن لعام 2004.